# دار العزلة (إب)

تعديل مصدري - تعديل

دار العزلة محلة تابعة لقرية الربيض، التابعة لعزلة بني مدسم بمديرية إب إحدى مديريات محافظة إب في الجمهورية اليمنية.، بلغ تعداد سكانها 46 حسب تعداد اليمن لعام 2004.